# Escala de sensibilitat fotogràfica

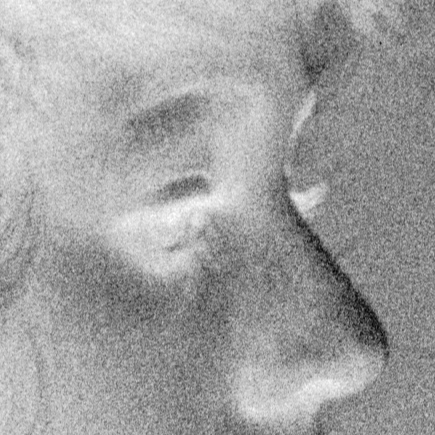
Fotografia feta amb rodet Ilford HP4 en blanc i negre, amb gra ISO-1600

L'escala de sensibilitat fotogràfica, físicament es defineix la sensibilitat com la inversa de l'entrada necessària per obtenir una resposta per defecte en un sistema.
En fotografia l'entrada és l'exposició i la sortida és la densitat obtinguda. La sensibilitat fotogràfica per tant pot definir com la inversa de l'exposició necessària per a obtenir una densitat predeterminada. Al negatiu blanc i negre aquest nivell de densitat està fixat en 0,1 unitats de densitat sobre la densitat mínima. Aquesta referència és la base del sistema DIN, l'antic ASA (avui ANSI) el BS i l'ISO. No obstant això poden definir sensibilitats basant-se en altres paràmetres. El valor concret de sensibilitat depèn de com s'interpreti l'exposició. Normalment hi ha dues interpretacions, emprar l'exposició tal qual (il · multiplicada per temps d'obturació) que és el que fa la norma ANSI (antiga ASA) nord-americana o emprar l'logaritno de l'exposició, valor més pràctic, ja que és el que apareix en les corbes HD característiques d'una emulsió fotogràfica. Aquest procediment és l'emprat en la norma DIN alemanya.
Les diferents escales de sensibilitat fotogràfica estan classificades en funció del tipus d'emulsió fotogràfica present a la pel·lícula. La sensibilitat d'una pel·lícula fotogràfica és la velocitat amb què la seva emulsió fotosensible reacciona a la llum. Algunes marques fotogràfiques parlen d'EI, és a dir Exposure Index o Índex d'exposició.
L'índex d'exposició o sensibilitat d'una pel·lícula s'indica mitjançant les escales ASA, Deutsches Institut für Normung, ISO o GOST (escala soviètica actualment en desús).

## Escales normalitzades

### ASA

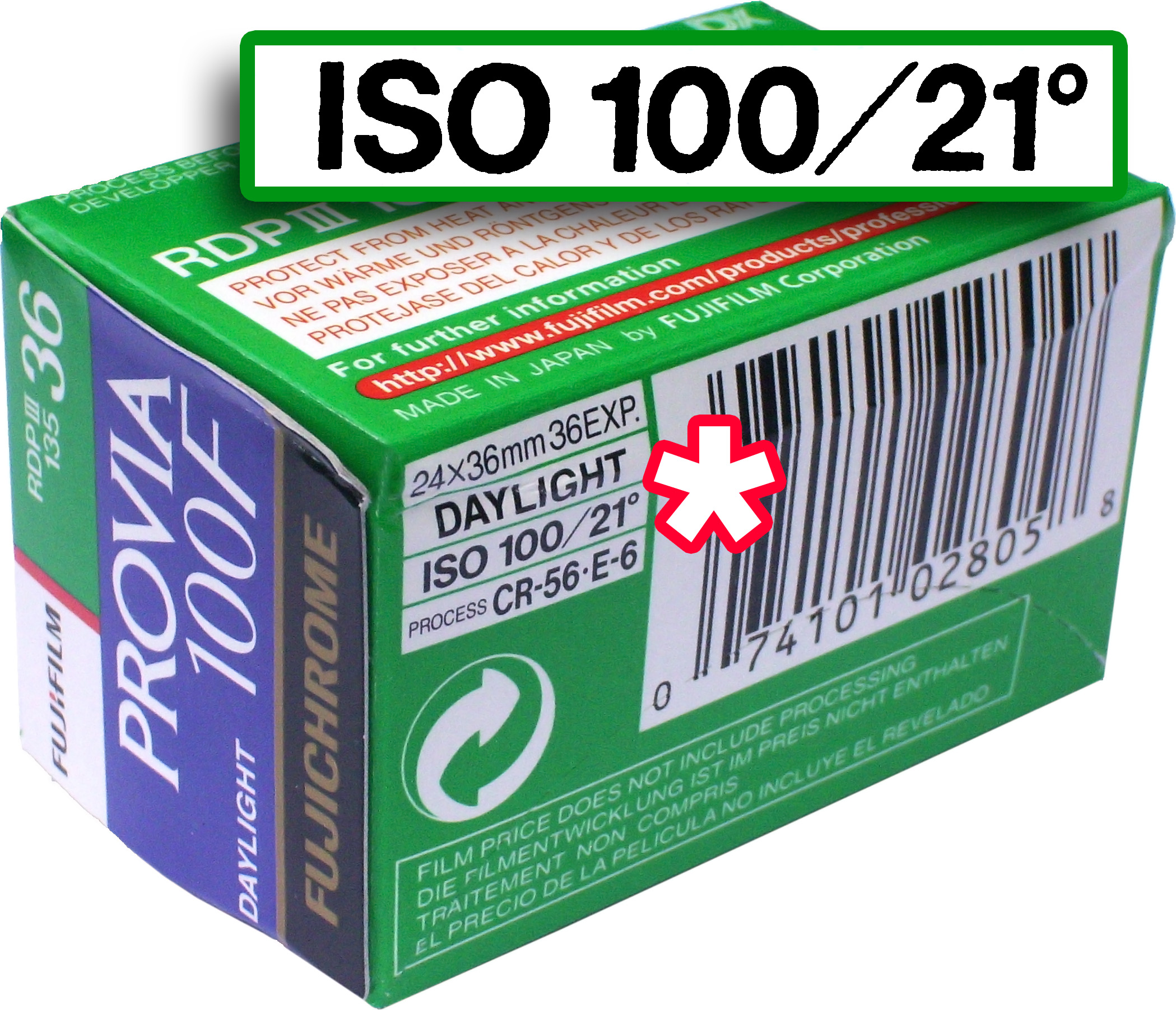
D'acord amb un ús generalitzat, el nom d'aquesta pel·lícula, «Provia 100F» evoca que la sensibilitat és ISO 100. A la part inferior de la caixa, la sensibilitat s'indica en el format estàndard «ISO 100/21°», que combina l'escala ASA (100) i DIN (21°)

L'escala ASA (acrònim d'American Standard Asociation, a partir 1966 Institut Nacional Estatunidenc d'Estàndards) és igual a l'escala ISO (International Standard Office) que és la que s'està imposant internacionalment. En l'escala ASA quan el nombre dobla el seu valor la sensibilitat de la pel·lícula es duplica o, cosa que és el mateix, augmenta en un diafragma. Així, una pel·lícula de 400 ASA té el doble de sensibilitat que un de 200 ASA. Sorgeixen durant la segona guerra mundial per estandarditzar i codificar els components i dispositius elèctrics.
A principis dels anys 70 ASA va canviar de nom per passar a anomenar-ANSI. Ara per ara les normes nord-americanes no són ASA sinó ANSI. ANSI va servir de model per a la confecció de la sensibilitat ISO.
Simbologia:
A continuació es llisten els elements que tenen una simbologia sota la norma ASA:
- conductor
- contacte
- resistència
- polsadors
- union
- interruptors
- disjuntors
- seccionador
- transformador
- reactor
- motors

Per contra, el sistema «Deutsches Institut für Normung» (Deutsche Industrie Normen) pot semblar una mica menys immediat, ja que el valor de la sensibilitat es dobla quan el valor DIN augmenta en tres unitats. Així, una pel·lícula de 22 DIN té el doble de sensibilitat que una de 19 DIN. No obstant això, aquest sistema permet fraccionar la sensibilitat en terços de diafragma d'una forma molt més precisa que amb el sistema ASA, de manera que el control de l'exposició és més precís (si partim d'un Film de sensibilitat 19 DIN, un de 20 DIN tindrà una sensibilitat 1/3 de diafragma més gran, un de 21 DIN 2/3 de diafragma més gran i, per fi, una de 22 DIN té 1 diafragma més de sensibilitat).

### ISO
El sistema ISO, és en realitat la fusió dels sistemes ASA i DIN, ja que en ell s'indiquen dos valors (així, per exemple, un film tindrà una sensibilitat ISO 100/21).

## Equivalències d'escales de sensibilitat
Les equivalències de les escales ASA, ISO, DIN i GOST soviètica es mostren en el quadre següent:
```
ASA/ISO DIN GOST
16 13 11
32 16 27
64 19 55
125 22 110
200 24 160
400 27 360
800 30 720
1600 32 1125
2000 34 1800
3200
6400
```

Com a resum de tot això podem dir que un nombre de l'escala alt indica que el valor de la sensibilitat de la pel·lícula és gran, pel que a igual quantitat de llum en l'escena i davant d'una pel·lícula de valor de sensibilitat sota menor serà el temps que requerirà per impressionar l'emulsió.